# Hariharapura, Arsikere
Hariharapura là một làng thuộc tehsil Arsikere, huyện Hassan, bang Karnataka, Ấn Độ.